# Moderne tijd
De moderne tijd – ook wel nieuwste tijd genoemd – is de meest recente grote periode in de westerse geschiedenis. 
De moderne tijd volgde in Europa op de vroegmoderne tijd. Volgens de traditionele indeling wordt de Europese geschiedenis in drie perioden onderverdeeld: oudheid, middeleeuwen en nieuwe tijd. In dat geval is de moderne tijd slechts een onderdeel van de nieuwe tijd. Andere aanduidingen voor de meest recente historische periode zijn contemporaine of hedendaagse geschiedenis. Deze kunnen als synoniem voor moderne tijd dienen maar ook wel een beperktere periode aanduiden. De term moderne tijd verwijst naar moderniteit, maar de 'modernisering' van samenleving, economie en cultuur valt niet precies samen met de historische periode.

## Periodisering
Lange tijd was het gebruikelijk om de moderne tijd rond 1800 te laten beginnen. Zoals vaker bij periodisering is er niet een algemeen geaccepteerd beginpunt. Jaartallen die dikwijls als zodanig gebruikt worden zijn 1776 (de Amerikaanse Revolutie), 1789 (de Franse Revolutie), 1815 (de nederlaag van Napoleon en het Congres van Wenen), 1848 (het Revolutiejaar) en 1870 (het begin van de Frans-Duitse Oorlog). Nederlandse universiteiten hanteren ofwel het eind van de achttiende eeuw, ofwel 1789 als begin van de moderne tijd. 

Baanbrekende ontwikkelingen zoals de industrialisatie deden zich in West-Europa veel eerder voor dan elders. In andere delen van de wereld, bijvoorbeeld Finland, Afrika en Siberië, drong modernisering pas in de twintigste eeuw door. Hoewel sommige historici ook nog de term postmodern hanteren, is het niet ongebruikelijk om ook het heden als 'modern' te beschouwen. De periode na 1945 wordt soms eigentijdse geschiedenis genoemd.
Soms wordt ook het begrip moderniteit gebruikt om een moderne samenleving aan te duiden. De samenlevingen die hieraan voorafgaan worden premodern, voormodern of traditioneel genoemd. In een dergelijke samenleving was de mens opgenomen in een gegeven orde waaraan hij zich moest aanpassen. Het individu had daarbij slechts een beperkte invloed op zijn eigen lot. Religie speelde in premoderne samenlevingen een grote rol.

## Ontstaan en kenmerken
De verlichting en de industrialisatie hebben de basis gelegd voor de moderne samenleving, onder andere doordat de rol van religie werd teruggedrongen en vervangen door de rede, de ratio. De ordening van het economisch leven onderging structurele veranderingen. De intellectuele elite geloofde in vooruitgang en rationaliteit, in een geconstrueerde en ordelijke maatschappij met een sturend centrum.

Door toepassing van de ratio kwam een proces van modernisering op gang. Deze modernisering was en is zeer ingrijpend. De overgang van de premoderne naar de moderne samenleving is een revolutionair proces, een grote overgang. 
De belangrijkste kenmerken van de moderne samenleving (moderniteit) en de Moderne Tijd zijn de volgende: 
- moderne wetenschap
- rationalisme
- afnemende invloed van religie, secularisering
- gemechaniseerde industrie en een geïndustrialiseerde maatschappij
- grote invloed van de wetenschap
- grote invloed van technologie
- oorlogvoering met modern wapentuig
- snelle communicatiemiddelen
- beheersing van natuur en samenleving door wetenschap en techniek
- effectieve stelsels van belastingheffing en rechtshandhaving
- moderne geneeskunde en volksgezondheidszorg
- democratisering
- individualisering
- voortdurend streven naar vernieuwing, verandering en verbetering

Deze kenmerken hangen met elkaar samen en hebben invloed op elkaar.

## The dual revolution
De twee meest ingrijpende ontwikkelingen in de menselijke geschiedenis zijn de 'neolithische revolutie' en de industriële revolutie geweest. In beide gevallen veranderde de wijze waarop de mens in zijn levensonderhoud voorzag ingrijpend. Ten gevolge van de industriële revolutie nam de productie van goederen, en daarmee de welvaart, sterk toe. Een groot aantal technische en andere ontdekkingen maakten deze ontwikkeling mogelijk. Feitelijk werd het hele economisch leven op andere wijze geordend. 

Hierbij moet opgemerkt worden dat bovengenoemde factoren en ontwikkelingen niet uitsluitend positieve effecten gehad hebben. 'Modernisering' kan tegelijkertijd zeer ontwrichtend werken. Oude beschavingen en tribale gemeenschappen geraakten erdoor in crisis. De aanleg van spoorwegen leidde tot massale werkloosheid onder sjouwers en rivierschippers. Katoenspinners en wevers in India konden niet langer concurreren met de industrie in Lancashire. Nomaden die van hun kudden leefden, raakten hun weidegronden kwijt aan blanke kolonisten die akkerbouw of mijnbouw bedreven. Fluctuaties in de prijs van exportproducten vergrootten de economische onzekerheid. 
Groot-Brittannië, en Engeland in het bijzonder, was het eerste land dat op grote schaal industrialiseerde. Terwijl dit gebeurde, vond in Frankrijk de Franse Revolutie plaats. Dit was in de eerste plaats een politieke gebeurtenis, die de geschiedenis van het vasteland van Europa sterk beïnvloedde. Ironisch genoeg gingen de politieke veranderingen grotendeels aan het Verenigd Koninkrijk voorbij. Industriële revolutie en Franse Revolutie markeerden in West-Europa het begin van de Moderne Tijd. 

Het is niet mogelijk een beginpunt van de industriële revolutie aan te wijzen. Het is bij uitstek een geleidelijke ontwikkeling geweest, waarvan het einde nog niet bereikt is. Voor 1800 bestonden er ook al machines, maar deze werden aangedreven door de kracht van mens of dier, soms door energiebronnen als water of wind. Revolutionair was dus het gebruik van nieuwe energiedragers en -bronnen. Stoom opgewekt door steenkool was daarvan de eerste. 
Gedurende de zeventiende eeuw begon in West-Europa een ontwikkeling met verstrekkende gevolgen: een geleidelijk steeds snellere toename van wetenschappelijke en technische kennis. Tegelijkertijd nam aan de kusten van de Atlantische Oceaan de welvaart toe. De combinatie van deze ontwikkelingen droeg er in belangrijke mate toe bij dat de intellectuele elite zich de toekomst steeds optimistischer voorstelde. Tot dan toe had men zich een '‘gouden eeuw’ (aurea aetas) altijd in een ver verleden voorgesteld. 

Het nieuwe vooruitgangsgeloof bevorderde kritisch onderzoek en ondermijnde traditionele autoriteiten. Vanaf het midden van de zeventiende eeuw werd de Europese elite meer en meer beïnvloed door een wetenschappelijke visie op de werkelijkheid. De wetenschap begon zich te organiseren. Communicatie en uitwisseling van gedachten speelden hierbij een sleutelrol.

## Demografie
Vanaf 1650 begon op alle continenten de bevolking in versneld tempo toe te nemen. Afrika bleef als enige achter; voor 1900 was daar nauwelijks sprake van bevolkingsgroei (Antarctica werd uiteraard niet door mensen bewoond). In Europa was de toename het grootst. Rond 1900 woonde bijna een kwart van de wereldbevolking in Europa. Welke factoren de bevolkingsaanwas hebben veroorzaakt is onvoldoende duidelijk.

## Economie en politieke theorie
Gedurende de eerste decennia van de negentiende eeuw ontstonden er in Europa een groot aantal nieuwe politieke ideologieën. Dit blijkt bijvoorbeeld uit een groot aantal nieuwe termen om deze bewegingen te beschrijven. waaronder 'liberalisme' en 'socialisme'. Andere invloedrijke ideologieën waren het radicalisme, het conservatisme, constitutionalisme en feminisme. 

Liberalisme en nationalisme waren de dominante ideologieën gedurende de eeuw voor het uitbreken van de Eerste Wereldoorlog. 
Hoewel antisemitisme een alledaags verschijnsel bleef, was de negentiende eeuw ook de tijd van de grote joodse emancipatie. De sociale wetgeving die in de loop van de negentiende eeuw werd geïntroduceerd was mede een onderdeel van de liberale ideologie. In de regel waren ook de sociaaldemocraten en de arbeidersbeweging loyaal aan de nationale staat en het parlementair stelsel. Vrijhandel was de norm. Alle grote mogendheden probeerden een grootschalig militair conflict te vermijden. Een optimistisch vooruitgangsgeloof was dan ook gemeengoed.

### Liberalisme en nationalisme; revolutie
Terwijl Europa de wereld domineerde, domineerden binnen Europa eeuwenlang de staten in het westen van het continent: Frankrijk, Spanje en Engeland. De Duitse landen waren politiek verdeeld. Er was eerder sprake van rivaliteit dan van samenwerking. De Duitse staten waren nauwelijks in staat gebleken effectief weerstand te bieden aan de expansiedrang van Napoleon I. De Duitse zwakheid was een belangrijke oorzaak van de opkomst van een Duits nationalisme. 

Italië bestond sinds eeuwen uit een tiental staten. Het Congres van Wenen had de oude situatie min of meer hersteld. De bevolking van Italië voelde echter weinig binding met de oude structuren en dynastieën. Tegelijkertijd hoopten velen dat een politiek verenigd Italië als nationale staat een belangrijke rol in de Europese politiek zou spelen. Men droomde van een risorgimento, een nieuwe gouden eeuw of Renaissance. Dit verlangen naar nationale eenheid werd op bevlogen wijze vertolkt in de geschriften van Mazzini.
In 1848 braken er in een groot aantal Europese landen revoluties uit. De Franse Revolutie leek zich te herhalen. In diverse landen, waaronder Frankrijk, werd de regering ten val gebracht. Voortbestaan van monarchie en aristocratie leek op het spel te staan. 

De uiteindelijke resultaten van de revoluties van 1848 bleven echter beperkt. In een aantal kleinere staten, waaronder Nederland, België en Denemarken, ontstond een liberaler politiek bestel, veelal met een grondwet. Nationalisten in Duitsland, Italië en Hongarije zagen hun grootse plannen gedwarsboomd. In Frankrijk werd in 1848 de republiek uitgeroepen en het algemeen mannenkiesrecht ingevoerd. Een neef van Napoleon werd als president gekozen. In feite vestigde deze nieuwe Napoleon er een milde dictatuur. In 1852 nam Napoleon III de titel van zijn oom, keizer der Fransen, aan. 

Een belangrijk resultaat van de gebeurtenissen van 1848 was de emancipatie van de boeren in de Duitse landen en het Habsburgse Rijk. Horigheid en heerlijke rechten werden er afgeschaft. Boeren waren voortaan vrij om zich te verplaatsen en te verhuizen; dat kon naar naburige steden of naar de Nieuwe Wereld zijn. Over het algemeen waren boeren - zoals de meeste mensen - behoudend van aard. Tegenover de idealen van de burgerij stonden zij onverschillig.
Mede als gevolg van de teleurstellende resultaten van de revoluties veranderde het politieke en culturele klimaat. De romantiek verloor sterk aan invloed. Daarentegen kwam het realisme op, zowel in het denken als in de kunsten. 

### Politieke structuren; de 'lange vrede'[bron?]
Na 1815 werden er in Europa weinig oorlogen gevoerd. En de meeste Europese oorlogen waren van betrekkelijk korte duur. Er had zich ogenschijnlijk een stabiel politiek systeem gevormd. Tussen 1859 en 1871 onderging de politieke kaart van Europa echter enkele ingrijpende veranderingen, die in hoge mate samenhingen met het opkomend nationalisme. Duitsland en Italië werden allebei een nationale staat. Het Oostenrijkse keizerrijk werd omgevormd tot de dubbelmonarchie. Technologieën zoals de spoorwegen en de telegraaf versterkten de macht van het centraal gezag.
Halverwege de negentiende eeuw bestonden er in Europa verschillende typen staten. Er waren enkele nationale staten, waarvan Groot-Brittannië en Frankrijk verreweg de belangrijkste waren. Ook Nederland, België, Portugal en de Scandinavische landen behoorden tot dit type. Verder waren er een behoorlijk aantal kleine regionale staten, zoals Sardinië, Toscane, Beieren en Saksen, en enkele grote rijken. Dergelijke rijken, waartoe het Habsburgse en het Russische Rijk behoorden, werden bijeengehouden door een dynastie en een bureaucratisch apparaat. 

In de rest van de wereld, met uitzondering van Amerika, kwamen vrijwel alleen de laatste twee typen staten voor. Na 1860 werd de natiestaat eerst in Europa, vervolgens in de rest van de wereld het dominante type. 
Het Russische Rijk was een van de grote mogendheden. Polen maakte er deel van uit. Het strekte zich uit tot de Grote Oceaan. Tijdens de Krimoorlog vocht Rusland tegen Frankrijk en het Verenigd Koninkrijk. Het Russische debacle maakte duidelijk hoezeer de West-Europese machten de oostelijke mogendheden overvleugelden. De nieuwe tsaar, Alexander II (1855-1881), koos daarom voor een reeks van door het liberalisme geïnspireerde hervormingen, die de macht van Rusland moesten herstellen.
In 1870/71 werd tussen Frankrijk en een coalitie onder leiding van Pruisen de Frans-Duitse Oorlog uitgevochten. De oorlog had verstrekkende gevolgen en vormt een belangrijke breuklijn in de negentiende-eeuwse geschiedenis. Frankrijk bleek niet opgewassen tegen de technisch en numeriek superieure Duitse troepen. De smadelijke nederlaag betekende ook het einde van het regime van Napoleon III. Revolutionairen riepen in Parijs de republiek uit.

### Economische conjunctuur; crisis van het liberalisme
De industriële revolutie was begonnen in Groot-Brittannië. België was vanaf ~1830 het eerste land op het Europese vasteland dat eraan meedeed. Tijdens deze eerste fase van industrialisatie speelde de stoommachine een hoofdrol. Het was vooral de textielindustrie die snel groeide. Van groot belang was ook de aanleg van spoorwegen. Snellere en effectievere manieren van transport droegen in belangrijke mate bij aan de economische expansie. 

In de tweede helft van de negentiende eeuw waren er vele landen die overgingen tot industrialisatie. Sterke spelers waren de Verenigde Staten, Duitsland en Japan. Daar ontstond een industriële maatschappij. 
In de decennia na 1871 bereikte de politieke en economische dominantie van Europa haar hoogtepunt. De levensstandaard nam er ondanks de snelle bevolkingsaanwas significant toe. Voor Europa waren het jaren van vrede en stabiliteit. In veel Europese landen werd de uitvoerende macht ingeperkt door een grondwet. Langzamerhand kreeg de parlementaire democratie gestalte. Liberalen zagen daarmee een groot deel van hun wensen vervuld. Hun invloed bereikte rond 1870 zijn hoogtepunt. Zij domineerden het parlement in Frankrijk, en in het pas verenigde Duitsland en Italië. De herinrichting van het economisch leven bracht ook veranderingen van politieke en sociale structuren in een stroomversnelling.
De verschillende bevolkingsgroepen profiteerden echter in ongelijke mate van de economische groei. Arbeiders en producenten van grondstoffen waren veelal de slachtoffers van de economische conjunctuurbewegingen. In 1873 begon een zware economische crisis die lonen en prijzen sterk deed dalen, en die duurde tot 1893. Dit was vooral het gevolg van het massaal op de markt brengen van goedkoop graan uit het Middenwesten van de Verenigde Staten en uit de steppen van Zuid-Rusland. Europese boeren konden hiermee niet concurreren en bepleitten invoerrechten ter bescherming. Rond 1880 werden deze in verschillende landen ingevoerd. Spoedig volgde de industrie dit voorbeeld. In Duitsland sloten de Pruisische Junkers en de industrie in het Rijnland een verbond om beschermende maatregelen af te dwingen. Bismarck werd gedwongen deze in 1879 in te voeren; in 1892 voerde ook Frankrijk uitgesproken hoge tarieven in. 

Het land dat als eerste tarieven invoerde waren de Verenigde Staten, die in de tijd na de burgeroorlog snel industrialiseerden. De Verenigde Staten waren versterkt uit de burgeroorlog tevoorschijn gekomen.
In de meeste Europese landen werd in de decennia na 1870 het kiesrecht aanzienlijk verruimd. Ook een toenemend aantal arbeiders mocht voortaan stemmen. Dit had grote gevolgen voor het politiek bestel. Vanaf het einde van de negentiende eeuw is in een aantal westerse landen voor het eerst in de geschiedenis sprake van massademocratie; in het kielzog hiervan ontstond ook de interventiestaat. Regeringen grepen vaker in in het economisch leven en namen maatregelen om sociale misstanden te bestrijden. De invloed van het socialisme nam toe. Voorstanders van vrouwenemancipatie ijverden in deze jaren voor de invoering van het vrouwenkiesrecht. 

Na 1900 waren er in toenemende mate signalen dat de invloed van het liberalisme tanende was. De arbeidersbeweging werd militanter. In 1906 werd er door mijnwerkers in Frankrijk gestaakt. In Engeland werd de macht van de arbeidersbeweging gedemonstreerd door grootschalige stakingen in de mijnen en bij de spoorwegen in 1911 en 1912. De Britse Liberale Partij nam na 1906 verschillende sociale maatregelen die in strijd waren met het klassieke laisser faire. Min of meer gelijktijdig bepleitte de Britse liberale politicus Joseph Chamberlain een terugkeer naar protectionisme.

De kort hiervoor opgerichte Labourpartij voerde het beginsel van fractiediscipline in. Doordat de andere partijen deze strategie overnamen veranderde het parlementaire debat van karakter. Sommige groeperingen, onder wie de Engelse suffragettes (pleitbezorgers van vrouwenkiesrecht), namen hun toevlucht tot gewelddadige acties om gehoord te worden. Toen in 1914 het Britse parlement besloot tot "home rule" (zelfbestuur) in Ierland riepen conservatieve groeperingen op tot actief verzet.
Tot 1914 bleef het liberalisme dominant; vanaf 1880 was zijn invloed wel over zijn hoogtepunt heen. De Eerste Wereldoorlog was niet alleen een slachtpartij van ongekende omvang, maar maakte ook een eind aan het vooruitgangsgeloof; de Franse intellectueel Paul Valéry verwoordde dit in 1919 in zijn essay La crise de l'esprit, waarin hij stelde dat we nu weten dat beschavingen sterfelijk zijn.

## Uitvindingen; wetenschap
In de moderne samenleving speelt het streven naar vernieuwing en verbetering een belangrijke rol. Wetenschap en technologie nemen een prominente positie in en de ontwikkelingen op dit gebied zijn gevolgen van de moderniteit. Wetenschappelijke en technologische uitvindingen hebben invloed gehad op de menselijke gezondheid en op economisch, religieus, sociaal en theoretisch gebied.
Door de invoering van moderne machines was er snellere en grootschalige productie mogelijk, van bijvoorbeeld stoffen en ijzer. Door de technische verbeteringen en de komst van nieuwe machines kwamen er nieuwe reis- en vervoersmogelijkheden, zoals de auto, de trein, het schip en het vliegtuig. De motoren van deze machines konden draaiend gehouden worden door energiebronnen zoals steenkool en aardolie. Goederen en grondstoffen konden op deze manier in grote hoeveelheden en over grote afstanden worden getransporteerd. Wereldwijd transport werd mogelijk en hier maakten Groot-Brittannië, en later ook de Verenigde Staten, Europa en Japan, veelvuldig gebruik van.
Er werd vooruitgang geboekt op wetenschappelijk gebied. Uitvindingen zoals de telefoon, de radio, de microscoop en de telegraaf droegen bij aan veranderingen in de maatschappij. De communicatie werd vergemakkelijkt door de telefoon en de telegraaf en wetenschappelijke kennis werd uitgebreid door o.a. de komst van de microscoop. In de medische wereld werd er vooruitgang geboekt door het ontdekken van de röntgenstraal en daarmee gepaard de komst van de röntgenfoto. Ook de ontdekking van antibiotica (zoals penicilline) was een medische vooruitgang. Dit was een nieuwe manier om ziektes te kunnen bestrijden. Verder zorgde chirurgie en nieuwe medicijnen voor vooruitgang in de gezondheidszorg, in ziekenhuizen en in de verpleegkunde.
Binnen de moderniteit waren er ook veranderingen met betrekking tot de kijk op de mens en op identiteit. De theorieën van onder anderen Charles Darwin en Sigmund Freud waren invloedrijk. Charles Darwin zorgde met zijn evolutietheorie voor een revolutionaire doorbraak in de kennis van de mens en de ontwikkeling van de mens en in de kennis van planten en dieren. Het resultaat was dat velen anders naar de geschiedenis van de mens en al het andere leven keken. Sigmund Freud zorgde met zijn theorie over psychoanalyse voor nieuwe visies op de mens en met name op identiteit. Freud stelde dat de mens altijd over een gespleten identiteit beschikt, de menselijke identiteit bestaat altijd uit 3 delen: ego, id en superego.
Later zouden deze theorieën, met name Darwins evolutietheorie, de basis vormen voor racisme(dat er al veel was), nationalisme en politieke systemen. Theorieën werden dan uit hun oorspronkelijke context gehaald en in een andere context geplaatst, waardoor er een heel andere betekenis aan werd gegeven, meestal totaal anders dan dat de schrijver/filosoof had bedoeld.

## Noord-Amerika

Ramon de Elorriaga: "De inauguratie van George Washington", The Granger Collection, New York. De inhuldiging van de eerste president van de Verenigde Staten vond plaats in New York.
De Amerikaanse Vrijheidsoorlog leidde tot onafhankelijkheid zonder dat aan de belangen van de Amerikaanse elite schade werd toegebracht.

In 1763 werd de Vrede van Parijs gesloten. Daarbij moest Frankrijk bijna al zijn koloniën in Noord-Amerika aan Engeland afstaan. Slechts een decennium later kwamen de dertien koloniën in opstand tegen het moederland. In 1789 werd George Washington de eerste president van de Verenigde Staten. In datzelfde jaar brak in Frankrijk de Franse Revolutie uit. Het streven naar emancipatie van achtergestelde groepen was ontleend aan de verlichting.
Sommige historici, waaronder Palmer, menen dat deze gelijktijdigheid niet berustte op toevalligheden, maar dat de revoluties en opstanden een wezenlijk kenmerk waren van deze periode. Volgens deze opvatting waren het vrijwel overal dezelfde factoren, eenzelfde sociaal-politiek klimaat, die deze onrust in de westerse wereld veroorzaakten. In zijn gelijknamige boek spreekt Palmer van een “age of the democratic revolution”, soms van een “Atlantische revolutie”. Aan beide zijden van de oceaan was gedurende enkele decennia immers op grote schaal sprake van politieke onrust. Voorts wijst hij op overeenkomsten waar het de leuzen en kreten van de revolutionairen betreft.
Volgens Palmer was de onrust in belangrijke mate het gevolg van een toenemende belastingdruk. Een aantal monarchieën, waaronder Frankrijk en Engeland, hadden in de voorbije jaren enkele kostbare oorlogen gevoerd en grote schulden gemaakt. Het was vervolgens de aristocratie die met een beroep op overerfde tradities het verzet tegen de verhoging van de belastingen leidde. Daarbij bediende zij zich soms van democratische leuzen, zoals representatie en conventie. Palmer meende dat de adel bijna overal het maatschappelijk en politiek leven domineerde en zijn positie zelfs in de afgelopen decennia had versterkt. Nu was deze eropuit die dominante positie veilig te stellen. Dit streven naar versterking van haar positie door de aristocratie wordt gewoonlijk 'aristocratische reactie' genoemd.

Aldus moest de adel op termijn wel in conflict komen met de burgerij, die juist streefde naar een open elite en afschaffing van privileges op basis van geboorte en geloofsovertuiging. De burgerij wenste inspraak bij politieke besluitvorming. Democratische beginselen, zoals de verruiming van het kiesrecht, werden slechts door de meer radicale elementen binnen de burgerij nagestreefd. Pas in latere – meer radicale – fasen van de revoluties speelden dergelijke opvattingen een rol.

Als het begin van dit tijdvak van revoluties beschouwt Palmer de onlusten in Genève in 1768.
Franse historici maakten bezwaar tegen de these van Palmer, omdat deze het unieke karakter van de Franse revolutie leek te ontkennen. Palmer wees de kritiek van de hand; hij beschouwde de Franse revolutie zelfs als de climax; het effect van de revolutie was in Frankrijk aanzienlijk groter dan elders. Hij meende dit te kunnen verklaren door de scherpere sociale tegenstellingen van het ancien régime in Frankrijk. Dat de gebeurtenissen in Frankrijk ook dikwijls beslissende invloed hadden op ontwikkelingen in andere landen gaf Palmer volmondig toe.

Recenter onderzoek heeft echter aangetoond dat in Frankrijk de grens tussen adel en bourgeoisie, het meest welvarende deel van de burgerij, vervaagd was. Van een tegenstelling tussen adel en burgerij in hun totaliteit kon daarom geen sprake zijn. Er bestond immers al een elite van notabelen van gemengde komaf; de aristocratie bestond zelf uit verschillende groepen. Wellicht is het juist die gemengde elite geweest die de revoluties ontketende en mogelijk maakte.
Een groot deel van Midden- en Zuid-Amerika was Spaans bezit. 

De koloniën ten noorden van de Verenigde Staten bleven Brits bezit. Een substantieel deel van de bevolking bestond er uit Franstaligen. Zij woonden hoofdzakelijk langs de St. Lawrence. Het Britse Parlement had in 1774 de Quebec Act aangenomen. De Franse taal en het katholieke geloof werden voortaan beschermd door de Britse kroon. Ook bleef voor de Franstaligen het uit Frankrijk meegenomen rechtsstelsel gelden. In Nova Scotia, New Brunswick en Boven-Canada (tegenwoordig Ontario) hadden zich vele pro-Britse loyalisten gevestigd, die de Verenigde Staten ontvlucht waren. Gedurende de negentiende eeuw was er een constante stroom van migranten van de Britse Eilanden naar de Verenigde Staten en het huidige Canada. De meeste daarvan behoorden tot de lagere klassen.

### Verenigde Staten
De Verenigde Staten werden een belangrijke speler op het wereldtoneel. In 1823 formuleerde de Amerikaanse president James Monroe de naar hem genoemde Monroedoctrine, die inhield dat Europese koloniale invloed van het Westelijk halfrond geweerd moest worden. In de Mexicaans-Amerikaanse Oorlog (1846-1848) bewees Amerika dat het op weg was zelf een grote mogendheid te worden door Mexico van een kwart van zijn grondgebied te beroven. Vanaf 1863, na de Amerikaanse Burgeroorlog, ontwikkelde het zich verder door massale immigratie vanuit Europa en door razendsnelle industrialisering. Amerika maakte in 1898 in de Spaans-Amerikaanse Oorlog zonder moeite een eind aan het laatste restje van het Spaanse koloniale rijk op het Westelijk Halfrond en op de Filipijnen. In de loop van de 20e eeuw werd Latijns-Amerika voor een groot deel een Amerikaanse invloedssfeer, een 'achtertuin', zonder dat het tot openlijke kolonisatie kwam. In Latijns-Amerika werd dit ‘Yankee-imperialisme’ genoemd. 

Na de Tweede Wereldoorlog kregen naast de Filipijnen ook Japan en Taiwan de status van Amerikaanse bondgenoot, tegen het communistisch geworden China. In de Stille Oceaan werden tal van eilanden en archipels die op Japan veroverd waren, Amerikaanse protectoraten. 

## Japan
Japan was het eerste niet-westerse land dat grootschalig industrialiseerde. Vanaf 1868, het begin van de Meijiperiode, maakte het een stormachtige ontwikkeling door die de traditionele orde doorbrak. 

Gedurende de hieraan voorafgaande eeuwen had Japan vrijwel ieder contact met het buitenland vermeden. Het was een hoogontwikkelde beschaving met geheel eigen tradities. Japan had meerdere grote steden en een rijk cultureel leven. De elite las romans en bezocht het theater. Zoals blijkt uit de opera "The Mikado" (1885) bezagen Europeanen de Japanse beschaving vooral met verbazing. 

In 1853 verscheen de Amerikaan Perry met een kleine vloot voor de kust van Japan. Japan werd gedwongen de grenzen open te stellen. In 1867 volgde een revolutie. Er kwam een groep aan de macht die met alle mogelijke middelen modernisering van Japan nastreefde.
Japan ontpopte zich zelfs als een rivaal van Rusland en diverse westerse mogendheden met een eigen invloedssfeer in Korea en Mantsjoerije, en later ook Zuidoost-Azië. In 1941 zou dit de aanleiding worden voor het conflict tussen Japan enerzijds en Amerika en de Britse, Franse en Nederlandse koloniale mogendheden anderzijds.

## Imperialisme

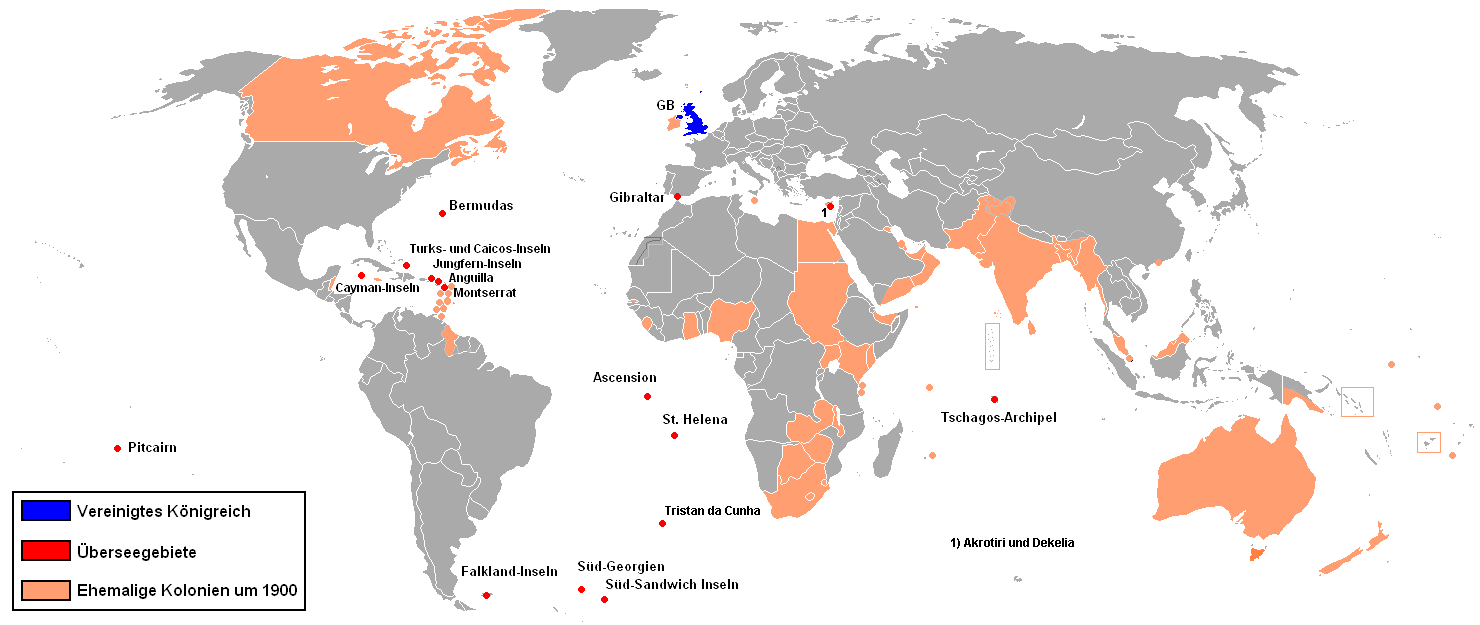
Het Britse Rijk rond 1900. (De weergegeven grenzen zijn echter de huidige staatsgrenzen.)
Van 1815 tot 1914 was het Verenigd Koninkrijk van Groot-Brittannië en Ierland de leidende mogendheid. In 1900 was bijna een kwart van de wereldbevolking Brits onderdaan. Geen enkele andere staat bezat een vergelijkbare macht en invloed.

In de periode na 1870 verwierven de Europese machten grote koloniale rijken. Daarmee bereikte de dominantie van Europa haar hoogtepunt. Deze territoriale expansie werd mogelijk gemaakt door grootschalige industrialisatie en een spectaculaire toename van wetenschappelijke en technische kennis. De gekoloniseerde gebieden hadden weinig verweer tegen dit imperialisme, niet in militair opzicht en al evenmin in economisch opzicht; de koloniale mogendheden waren vooral beducht voor hun Europese rivalen. 

Was vanaf de 16e eeuw het kolonialisme vooral economisch en godsdienstig gemotiveerd geweest, in de 19e eeuw kwamen daar culturele en raciale motieven bij. De meeste Europeanen waren ten volle overtuigd van de superioriteit van 'hun beschaving'. De veel hogere levensstandaard van de volkeren in Europa sprong daarbij het meest in het oog. Als gevolg van de Europese expansie werden de economische, politieke en culturele verworvenheden van Europa over een groot deel van de wereld verspreid, hetgeen een mengeling van weerzin en bewondering opwekte bij de gekoloniseerde volkeren. De waardering van Europeanen voor andere volkeren en culturen hing in hoge mate af van het tempo waarin deze elementen van de Europese beschaving overnamen.   

De term 'westers' raakte in zwang om Europa en zijn koloniën aan te duiden. Ook de Verenigde Staten, Canada en Australië behoorden tot deze 'westerse wereld'. Toen er in de twintigste eeuw een einde kwam aan de Europese suprematie ontstond een nieuwe terminologie: 'ontwikkelde landen' in de Eerste Wereld en ontwikkelingslanden ofwel derdewereldlanden. Met de Tweede Wereld werd het door het communisme beheerste deel aangeduid.
Rond 1900 waren de verschillende delen van de wereld zo sterk met elkaar verweven dat men voor het eerst van een wereldeconomie en een internationale markt kan spreken.

## Voor- en nadelen; voor- en tegenstanders
De moderniteit heeft volgens aanhangers belangrijke voordelen. De mens hoeft zich niet meer te schikken in een gegeven orde en kan zich in vrijheid ontwikkelen. Dit resulteerde onder andere in materiële vooruitgang en een sterke toename van de levensstandaard.
De moderniteit leidde in de ogen van velen echter ook tot grote nadelen, zoals:
- milieuverontreiniging
- massavernietigingswapens
- hedonisme
- nihilisme
- consumentisme

Onder andere progressieven en de aanhangers van het vooruitgangsgeloof behoren tot de voorstanders van de moderniteit.
Hiertegenover bestaat er ook een lange traditie van moderniteitskritiek. De romantiek, het conservatisme en het meer recente postmodernisme zijn hiervan belangrijke voorbeelden.

## Na de moderniteit
Nu de moderne samenleving in de loop van zijn bestaan inmiddels alweer belangrijke wijzigingen ondergaan heeft, is er een debat ontstaan over de vraag of onze tijd nog steeds tot de moderniteit gerekend moet worden, of dat er inmiddels een andere samenleving is ontstaan.
Er zijn partijen die van mening zijn dat de moderniteit nog niet voorbij is, en dat de veranderingen in de moderniteit moeten worden opgevat als een modernisering van de moderniteit. Men spreekt wel van een samenleving die laatmodern zou zijn. Ook spreekt men wel over hypermoderniteit of een tweede moderniteit.
Daartegenover staan partijen die menen dat de moderniteit voorbij is, en dat we inmiddels zijn overgegaan naar een ander soort samenleving, bijvoorbeeld een postmoderne samenleving.

## Gebeurtenissen
- industriële revolutie, opkomst van het kapitalisme
- Franse Revolutie, napoleontische oorlogen en Restauratie
- onafhankelijkheid van Latijns-Amerika
- revolutiejaar 1848
- opkomst van het socialisme en de arbeidersbeweging
- opkomst van de Verenigde Staten
- Krimoorlog
- Amerikaanse Burgeroorlog
- Italiaanse eenwording
- Duitse eenwording
- Frans-Duitse Oorlog
- wedloop om Afrika
- Boerenoorlog
- Eerste Wereldoorlog
- Interbellum
- Chinese Burgeroorlog
- Tweede Wereldoorlog

## Belangrijke personen
- Alexander II
- Bismarck
- Darwin
- Einstein
- Freud
- Gandhi
- Hitler
- Kafka
- Lincoln
- Livingstone
- Monet
- Marx
- Lenin
- Napoleon III
- Nietzsche
- Picasso
- Proust
- F.D. Roosevelt
- Stalin
- Stravinsky
- Tolstoj
- Verdi
- Victoria
- Zola

## Voetnoten
1. ↑  Traditioneel worden namen van historische perioden in het Nederlands met hoofdletters geschreven, maar daar wordt ook vaak van afgeweken. In de spelling volgens de Nederlandse Taalunie, die verplicht is voor overheidsdocumenten, is het sinds 2005 moderne tijd of nieuwste tijd (met kleine letters), maar is de spelling met hoofdletters nog toegestaan in gespecialiseerde teksten.
2. ↑  Katholiek Onderwijs Vlaanderen, Leerplannen Secundair Onderwijs Geschiedenis 1e graad A-stroom (2019). Gearchiveerd op 21 januari 2021. Geraadpleegd op 6 december 2020. “De namen van de nieuwe en nieuwste tijd zijn veranderd naar vroegmoderne tijd en
moderne tijd. Dat laat toe om in de volgende graden het concept moderniteit te
behandelen.”

### Boeken
- Caljé, P. en Hollander, J. den (2011): De lange twintigste eeuw. Van 1870 tot heden, elfde, geheel herziene druk, Spectrum, Houten/Antwerpen.
- Dhondt, J. en A. de Decker (1979): De industriële revolutie. Kapellen: De Sikkel.
- Fritzsche, Peter (2004): Stranded in the present: modern time and the melancholy of history. Cambridge: Harvard University Press.
- Gay, Peter (1978): Freud, Jews, and other Germans : masters and victims in modernist culture. New York: Oxford University Press.
- Gentile, Emilio (2003): The struggle for modernity : nationalism, futurism, and fascism. Westport: Praeger.
- Goody, John Rankine (2004): Capitalism and modernity: the great debate. Cambridge: Polity Press.
- Palmer, R.R., Colton, J. en Kramer, L. (2007): A history of the modern world, tiende druk, McGraw-Hill, Boston enz..
- Rieger, Bernhard (2005): Technology and the culture of modernity in Britain and Germany. Cambridge: Cambridge University Press.
- Therborn, Göran (1995): European modernity and beyond : the trajectory of European societies, 1945-2000. Londen: Sage.

### Artikelen
- Coulby, David en Crispin Jones (1996): ‘Post-Modernity, Education and European Identities’, in: Comparative Education, 32, nr. 2: 171-184.
- Graham, Gordon (1992): ‘Religion, Secularization and Modernity’, in: Philosophy, 67, nr. 260: 183-197.
- Sahlins, Marshall (1999): ‘What is Anthropological Enlightenment? Some Lessons of the Twentieth Century’, in: Annual Review of Anthropology, 28: 1-23.